# Бобби Шмурда
Аквилл Джин Поллард (англ. Ackquille Jean Pollard; род. 4 августа 1994, Майами, Флорида), более известный под сценическим именем Бобби Шмурда (англ. Bobby Shmurda) — американский рэпер и автор песен. Вместе с Rowdy Rebel Шмурда считается родоначальником бруклинского дрилла. Он приобрел международную известность в 2014 году, когда его песня «Hot Nigga» достигла шестого места в Billboard Hot 100. Успех этого сингла помог Шмурде подписать контракт с Epic Records. Его дебютный мини-альбом Shmurda She Wrote был издан в ноябре 2014 года.
В декабре 2014 года полиция Нью-Йорка арестовала Шмурду и предъявила ему, а также нескольким другим членам GS9 обвинения в сговоре с целью убийства, хранении оружия и причинению вреда по неосторожности. В 2016 году он признал свою вину и был приговорен к семи годам лишения свободы, которые были сокращены до пяти лет с учётом двух лет, которые он уже отбыл в ожидании суда. Отсидев более шести лет в тюрьме, Шмурда был освобожден из исправительной колонии Клинтон в феврале 2021 года. Это событие было широко отмечено во многих кругах хип-хоп сообщества.

## Ранняя жизнь
Аквилл Поллард родился в Майами, штат Флорида. По происхождению его мама — афроамериканка, а отец — уроженец Ямайки. Его мать переселилась в Ист-Флэтбуш из Флориды после того, как его папа был заключен в тюрьму. Живя в Бруклине, Шмурда не раз имел проблемы с законом, он пятнадцать месяцев содержался под стражей за нарушение испытательного срока и был арестован по обвинению в хранении оружия, которое впоследствии было снято. Согласно обвинительному заключению от 2014 года, Шмурда был главарём преступной группировки под названием GS9, которая регулярно вступала в разборки с бандами местных преступников, была виновна в убийствах и перестрелках, а также занималась наркоторговлей вдоль Кингс-хайвей в Ист-Флэтбуш.

## Карьера
Первой песней, на которую он сделал ремикс, была «Knuck If You Buck» группы Crime Mob; однако он не привлекал к себе внимания до 2014 года, когда была выпущена его песня «Hot Nigga». В песне используется инструментальная музыка из песни Ллойда Бэнкса 2012 года «Jackpot». Песня и сопровождающее её музыкальное видео стали вирусными вскоре после загрузки на YouTube весной 2014 года. Её также воспроизвели Бейонсе и Jay-Z во время их тура On the Run и канадский рэпер Дрейк во время проведения церемонии вручения наград ESPY Awards 2014 среди других знаменитостей.

## Дискография

### Микстейпы
| Название                          | Подробности                                                                       |
| --------------------------------- | --------------------------------------------------------------------------------- |
| Shmoney Shmurda (совместно с GS9) | - Выпущен: 8 июля 2014 - Лейбл: GS9 - Формат: цифровая загрузка                   |
| Shmurdaville                      | - Выпущен: 14 октября 2014 - Лейблы GS9, Shmurdaville - Формат: цифровая загрузка |
| ShurdaGotCash                     | - Выпущен: 28 октября 2022 - Лейбл GS9 - Формат: цифровая загрузка                |

### Мини-альбомы
| Название          | Подробности                                                                 | Высшая позиция в чартах | Высшая позиция в чартах | Высшая позиция в чартах | Сертификации    |
| Название          | Подробности                                                                 | US                      | US R&B/HH               | US Rap                  | Сертификации    |
| ----------------- | --------------------------------------------------------------------------- | ----------------------- | ----------------------- | ----------------------- | --------------- |
| Shmurda She Wrote | - Выпущен: 10 ноября 2014 (US) - Лейбл: Epic - Формат: цифровая загрузка    | 79                      | 7                       | 5                       | - RIAA: золотой |
| Bodboy            | - Выпущен: 5 августа 2022 - Лейблы: GS9, ONErpm - Формат: цифровая загрузка | —                       | —                       | —                       |                 |

### Синглы

#### В качестве ведущего исполнителя
| «Hot Nigga»                                                                              | 2014 | 6  | 1  | 1  | 34 | 131 | —  | 74 | - RIAA: 5× платиновый - BPI: золотой | Shmurda She Wrote  |
| «Bobby Bitch»                                                                            | 2014 | 92 | 25 | 21 | —  | —   | —  | —  | - RIAA: платиновый                   | Shmurda She Wrote  |
| «No Time for Sleep (Freestyle)»                                                          | 2021 | —  | —  | —  | —  | —   | 35 | —  |                                      | внеальбомный сингл |
| «Shmoney» (при участии Quavo и Rowdy Rebel)                                              | 2021 | —  | —  | —  | —  | —   | —  | —  |                                      | внеальбомный сингл |
| «—» обозначает запись, которая не попала в чарт или не была выпущена на этой территории. |      |    |    |    |    |     |    |    |                                      |                    |

#### В качестве приглашённого исполнителя
| Название                                                     | Год  | Высшая позиция в чартах | Высшая позиция в чартах | Высшая позиция в чартах | Высшая позиция в чартах | Высшая позиция в чартах | Высшая позиция в чартах | Высшая позиция в чартах | Сертификации       | Альбом                |
| Название                                                     | Год  | US                      | US R&B/HH               | AUS                     | AUT                     | CAN                     | NZ Hot                  | UK                      | Сертификации       | Альбом                |
| ------------------------------------------------------------ | ---- | ----------------------- | ----------------------- | ----------------------- | ----------------------- | ----------------------- | ----------------------- | ----------------------- | ------------------ | --------------------- |
| «How Can I Lose» (песня YT Triz)                             | 2014 | —                       | —                       | —                       | —                       | —                       | —                       | —                       |                    | Tales from Crime Hill |
| «Body Dance» (песня Uncle Murda)                             | 2014 | —                       | —                       | —                       | —                       | —                       | —                       | —                       |                    | внеальбомный сингл    |
| «Computers» (песня Rowdy Rebel)                              | 2014 | —                       | —                       | —                       | —                       | —                       | —                       | —                       | - RIAA: золотой    | Shmoney Shmurda       |
| «Bodies» (песня Chinx при участии Rowdy Rebel)               | 2014 | —                       | —                       | —                       | —                       | —                       | —                       | —                       |                    | внеальбомный сингл    |
| «Stoopid» (песня 6ix9ine)                                    | 2018 | 25                      | 15                      | 63                      | 48                      | 22                      | 5                       | 34                      | - RIAA: платиновый | Dummy Boy             |
| «Tata (Remix)» (песня Eladio Carrión, J Balvin и Дэдди Янки) | 2021 | —                       | —                       | —                       | —                       | —                       | —                       | —                       |                    | внеальбомный сингл    |

### Гостевые участия
| Название                    | Год  | Другой исполнитель                    | Альбом                       |
| --------------------------- | ---- | ------------------------------------- | ---------------------------- |
| «Hit Em Hard»               | 2014 | The Game, Freddie Gibbs, Skeme        | Blood Moon: Year of the Wolf |
| «24 Hours (Remix)»          | 2014 | TeeFLii, Ty Dolla Sign                | внеальбомный сингл           |
| «On My Way»                 | 2014 | Rich the Kid, Rowdy Rebel             | Rich Than Famous             |
| «Celebration»               | 2014 | Shy Glizzy                            | Law 3: Now or Never          |
| «Block Boy»                 | 2014 | Foolie Tha Prince, Gusto Tha Animal   | внеальбомный сингл           |
| «Shmoney Never Stop»        | 2015 | Migos                                 | Migo Lingo                   |
| «Right Now»                 | 2016 | Rowdy Rebel, Френч Монтана            | Shmoney Keeps Calling        |
| «She All About Her Shmoney» | 2016 | Rowdy Rebel, Too $hort                | Shmoney Keeps Calling        |
| «Time Ticking»              | 2016 | Джулз Сантана, Dave East, Rowdy Rebel | внеальбомный сингл           |